# Mistrzostwa Polski w szachach korespondencyjnych
Indywidualne mistrzostwa Polski w szachach korespondencyjnych – turnieje szachowe, mające na celu wyłonienie medalistów mistrzostw Polski w szachach korespondencyjnych. Oficjalne pierwsze mistrzostwa mężczyzn zostały rozegrane po II wojnie światowej (w latach 1948–1950).

## Wielokrotni mistrzowie Polski
| Zawodnicy, którzy zdobyli min. 2 tytuły | Zawodnicy, którzy zdobyli min. 2 tytuły                                                                             |
| --------------------------------------- | --- |
| 2                                       | Tadeusz Chruszcz Eugeniusz Golemo Waldemar Kozłowski Zygmunt Pioch Antoni Schön Robert Tustanowski Tomasz Sławiński |

## Medaliści mistrzostw Polski mężczyzn
| Lp | Lata      | 1. miejsce                                          | 2. miejsce                        | 3. miejsce                                                                |
| -- | --------- | --------------------------------------------------- | --------------------------------- | ------------------------------------------------------------------------- |
| 1  | 1948–1950 | Aleksander Zakrzewski                               | Bogdan Śliwa                      | Sylwester Hermanowski                                                     |
| 2  | 1959–1960 | Eugeniusz Golemo                                    | Marian Braczko                    | J.Byrtek                                                                  |
| 3  | 1962–1963 | Jerzy Martyniak                                     | Jerzy Jabłoński                   | Ryszard Polak                                                             |
| 4  | 1963–1964 | Eugeniusz Golemo                                    | Janusz Segiet                     | Jan Golemo                                                                |
| 5  | 1963–1964 | Roman Sokołowski                                    | Zygfryd Raginia                   | Stanisław Mierzejewski                                                    |
| 6  | 1964–1965 | Marian Braczko                                      | Gerard Szewczyk                   | Jerzy Mingajło                                                            |
| 7  | 1964–1966 | Krzysztof Pytel                                     | Kazimierz Zawisz                  | Emil Olej                                                                 |
| 8  | 1965–1966 | Stefan Brzózka                                      | Roman Sokołowski                  | Andrzej Gorzelewski                                                       |
| 9  | 1966–1967 | Jerzy Krzysztoń                                     | Ernest Kocem                      | Marian Braczko                                                            |
| 10 | 1967–1968 | Gerard Szewczyk                                     | Krzysztof Pytel                   | Kazimierz Marcinkowski                                                    |
| 11 | 1968–1969 | Jan Górski                                          | Jerzy Polański                    | Stanisław Mierzejewski                                                    |
| 12 | 1969–1970 | Jerzy Sokołow                                       | Markus Domański                   | Ryszard Filutowski                                                        |
| 13 | 1969–1971 | Jan Widera                                          | Jan Górski                        | Jerzy Polański                                                            |
| 14 | 1970–1972 | Zygmunt Pioch                                       | Zbigniew Terlecki                 | J.Ćwieluch                                                                |
| 15 | 1972–1974 | Zygmunt Pioch                                       | Gerard Szewczyk                   | Winfried Kulling                                                          |
| 16 | 1973–1975 | Ryszard Filutowski                                  | Władysław Koc                     | Roman Grubiak                                                             |
| 17 | 1974–1976 | Tadeusz Franczak                                    | Ryszard Wolny                     | Antoni Jankowski                                                          |
| 18 | 1975–1977 | Zbigniew Leszczyński                                | Stefan Lewandowski                | Józef Babiak                                                              |
| 19 | 1976–1978 | Karol Pinkas                                        | Antoni Jankowski                  | Wincenty Piecha                                                           |
| 20 | 1977–1979 | Józef Babiak                                        | Edward Pela                       | Eugeniusz Myśliwiec                                                       |
| 21 | 1978–1980 | Damian Końca                                        | Stefan Mendys                     | Wincenty Piecha                                                           |
| 22 | 1979–1981 | Marek Pogorzelski                                   | Ryszard Wolny                     | Janusz Rupental                                                           |
| 23 | 1980–1982 | Ryszard Galicki                                     | Edward Treder                     | Andrzej Maciejczak                                                        |
| 24 | 1981–1983 | Ryszard Skrobek                                     | Władysław Zaroffe                 | Zygmunt Kulczewski                                                        |
| 25 | 1982–1984 | Tadeusz Karpik                                      | Wiesław Janocha                   | August Warta                                                              |
| 26 | 1983–1985 | Henryk Lew                                          | Zygmunt Blak                      | Leszek Łabuz                                                              |
| 27 | 1984–1986 | August Warta                                        | Wincenty Piecha                   | Zygmunt Skurzyński                                                        |
| 28 | 1985–1987 | Zygmunt Blak                                        | Marek Bitman                      | Ryszard Weinar                                                            |
| 29 | 1986–1988 | Ryszard Kwieciński                                  | Piotr Czajkowski                  | Adam Paszek                                                               |
| 30 | 1987–1989 | Ryszard Dors                                        | Ryszard Kwieciński                | Krzysztof Hładkulik                                                       |
| 31 | 1988–1990 | Zdzisław Marciniak                                  | Ryszard Kwieciński                | Henryk Sosinka                                                            |
| 32 | 1989–1991 | Jan Zajączkowski                                    | Wiesław Nagórka                   | Aleksander Masternak                                                      |
| 33 | 1990–1992 | Dariusz Studziński                                  | Stanisław Szczepaniec             | Henryk Bucziński                                                          |
| 34 | 1991–1993 | Tadeusz Chruszcz                                    | Marian Gierasiński                | Aleksander Masternak                                                      |
| 35 | 1992–1994 | Tadeusz Chruszcz                                    | Maciej Jędrzejowski               | Mirosław Perdek                                                           |
| 36 | 1993–1995 | Robert Tustanowski                                  | Witold Walaszczyk                 | Grzegorz Skiba                                                            |
| 37 | 1994–1996 | Piotr Tkaczyk                                       | Wiesław Paśko                     | Maciej Jędrzejowski                                                       |
| 38 | 1995–1997 | Rafael Pierzak                                      | Tadeusz Szafraniec                | Maciej Jędrzejowski                                                       |
| 39 | 1996–1998 | Rafał Ogiewka                                       | Karol Rzepecki                    | Józef Turzyński                                                           |
| 40 | 1997–1999 | Dariusz Gronkowski                                  | Dariusz Szczepankiewicz           | Bogdan Sokolik                                                            |
| 41 | 1997–1999 | Maciej Jędrzejowski                                 | Tadeusz Szafraniec                | Winfried Kulling                                                          |
| 42 | 1999–2001 | Jan Tołłoczko                                       | Janusz Ziemacki                   | Mirosław Jaworski                                                         |
| 43 | 2000–2001 | Robert Tustanowski                                  | Dariusz Szczepankiewicz           | Bogdan Sokolik                                                            |
| 44 | 2001–2002 | Tadeusz Szafraniec                                  | Andrzej Górecki                   | Waldemar Kozłowski                                                        |
| 45 | 2002–2003 | Antoni Krzyżanowski                                 | Maciej Jędrzejowski               | Tomasz Sławiński                                                          |
| 46 | 2003–2004 | Waldemar Kozłowski                                  | Dariusz Szczepankiewicz           | Witosław Szczepankiewicz                                                  |
| 47 | 2004–2006 | Tadeusz Baranowski                                  | Zdzisław Nowak                    | Antoni Schön                                                              |
| 48 | 2005–2007 | Mirosław Nowakowski                                 | Tadeusz Baranowski                | Zbigniew Szczepański                                                      |
| 49 | 2006–2008 | Antoni Schön                                        | Zbigniew Szczepański              | Tadeusz Baranowski                                                        |
| 50 | 2007–2009 | Antoni Schön                                        | Zbigniew Szczepański              | Rafael Pierzak                                                            |
| 51 | 2008–2009 | Tomasz Sławiński                                    | Tadeusz Baranowski                | Mirosław Nowakowski                                                       |
| 52 | 2009–2011 | Zbigniew Szczepański                                | Jerzy Staniszewski                | Tomasz Sławiński                                                          |
| 53 | 2010–2013 | Adam Dźwikowski                                     | Jerzy Staniszewski                | Mirosław Nowakowski                                                       |
| 54 | 2011–2012 | Jerzy Staniszewski                                  | Dariusz Szczepankiewicz           | Daniel Mielczarek                                                         |
| 55 | 2012–2013 | Waldemar Kozłowski                                  | Piotr Walczak                     | Dariusz Szczepankiewicz                                                   |
| 56 | 2013–2014 | Wojciech Krzyżanowski                               | Daniel Mielczarek                 | Marek Sądowski, Dariusz Szczepankiewicz                                   |
| 57 | 2014–2015 | Jan Nogal                                           | Dariusz Szczepankiewicz           | Waldemar Kozłowski, Zdzisław Sanner, Arkadiusz Złotkowski, Wiesław Wójcik |
| 58 | 2015-2016 | Dariusz Frączek, Tomasz Sławiński                   |                                   | Tadeusz Kubicki                                                           |
| 59 | 2016-2017 | Ryszard Kowalczyk                                   | Mariuz Broniek                    | Arkadiuz Zlotkowski                                                       |
| 60 | 2017-2018 | Wojciech Krzyyanowski                               | Mariuz Broniek                    | Ryszard Probola                                                           |
| 61 | 2018-2019 | Lukasz Gorkiewicz                                   | Tomasz Slawinski                  | Arkadiuz Zlotkowski                                                       |
| 62 | 2019-2020 | Ryszard Probola, Lukasz Gorkiewicz                  |                                   | Miroslav Jasinski                                                         |
| 63 | 2020-2021 | Jerzy Duszynski                                     | Richard Probola                   | Miroslav Woznica                                                          |
| 64 | 2021-2022 | Janusz Pietrzak, Miroslav Jasiński, Ryszard Probola |                                   |                                                                           |
| 65 | 2022-2023 | Tomasz Sławinski                                    | Jacek Tomzack, Jerzy Staniszewski |                                                                           |
| 66 | 2023-2024 | Piotr Falatowicz                                    | Pavel Falatowicz, Mariusz Broniek |                                                                           |